# دوپیوو (صربستان)
دوپیوو (به صربی: Dupeljevo) یک منطقهٔ مسکونی در صربستان است که در ناحیه پچینیا واقع شده‌است. دوپیوو ۵۵ نفر جمعیت دارد.